# 非劇情演員
非劇情演員（英文：item number）是印度寶萊塢特有的一類演員。許多時候又被稱為「特邀演員」。他（她）們只在一部電影中出現五到十分鐘，進行與劇情不甚相關的一首歌曲表演，然後即消失。

## 此類演員的例子
許多擅長歌舞的出名演員都在此列：瑪都麗·荻西特、沙·茹克·罕、阿彼锡·巴克罕、阿米塔布·巴沙坎等。
在2007年的電影《古盧大兄》中，在片名出現之前一個穿著很性感的演員表演土耳其酒吧中的肚皮舞女，配合激昂的音樂和煽情的曲調，將片子很快就推上一個小高潮，儘管在劇情中男主角到過伊斯坦布爾留學，但是很快就離開了，故事情節的真正開始是他回到印度之後的創業之路。
這首肚皮舞曲名為："Mayya Mayya" －（注：在阿拉伯語里「Mayya」是「水」的意思，象征著影片男主角渴望找到適合他發展的環境），演員名：瑪莉卡·舒拉瓦（Mallika Sherawat），扮演角色為舞女「Jumpa」，這就是「非劇情演員」很好的例子。

## 外部連結
- 寶萊塢對于此類演員的定義
- 一則《印度時報》文章 (《Times of India》)